# Route 10 (Bolivie)
Pour les articles homonymes, voir Route 10.
La route 10 (en espagnol : Ruta 10) est route de 774 km située dans l'est de la Bolivie, qui traverse le département de Santa Cruz entre San Matías, à la frontière avec le Brésil, et la Colonia Piraí. Le tronçon de 54 km entre San Ramón et Los Troncos est commun avec la route 9. La route se continue au Brésil sur la BR-070 à destination de Brasilia.
Le tronçon entre San Matías et Guabirá est ajouté au réseau principal routier (Red Vial Fundamental) par le décret suprême 25134 du 31 août 1998, alors que le reste de la route est ajouté au réseau principal routier par le décret suprême 26709 du 19 juillet 2002.
En accord avec la Declaración de La Paz signée par les présidents bolivien, brésilien et chilien le 16 décembre 2007, la route 10 fait partie du Corredor Interoceánico.

## Villes traversées

### Département de Santa Cruz
- km 0: San Matías
- km 310: San Ignacio de Velasco
- km 392: Santa Rosa de la Roca
- km 474: Concepción
- km 535: San Javier
- km 560: Santa Rosa de la Mina
- km 577: San Ramón
- km 607: Okinawa I
- km 620: Los Chacos
- km 648: Guabirá
- km 661: General Saavedra
- km 675: Mineros